# Lois de Rolland
 (juillet 2022).
 (juillet 2022).
La mise en forme du texte ne suit pas les recommandations de Wikipédia : il faut le « wikifier ».
Les points d'amélioration suivants sont les cas les plus fréquents :
- Les titres sont pré-formatés par le logiciel. Ils ne sont ni en capitales, ni en gras.
- Le texte ne doit pas être écrit en capitales (les noms de famille non plus), ni en gras, ni en italique, ni en « petit »…
- Le gras n'est utilisé que pour surligner le titre de l'article dans l'introduction, une seule fois.
- L'italique est rarement utilisé : mots en langue étrangère, titres d'œuvres, noms de bateaux, etc.
- Les citations ne sont pas en italique mais en corps de texte normal. Elles sont entourées par des guillemets français : « et ».
- Les listes à puces sont à éviter, des paragraphes rédigés étant largement préférés. Les tableaux sont à réserver à la présentation de données structurées (résultats, etc.).
- Les appels de note de bas de page (petits chiffres en exposant, introduits par l'outil «  Source ») sont à placer entre la fin de phrase et le point final[comme ça].
- Les liens internes (vers d'autres articles de Wikipédia) sont à choisir avec parcimonie. Créez des liens vers des articles approfondissant le sujet. Les termes génériques sans rapport avec le sujet sont à éviter, ainsi que les répétitions de liens vers un même terme.
- Les liens externes sont à placer uniquement dans une section « Liens externes », à la fin de l'article. Ces liens sont à choisir avec parcimonie suivant les règles définies. Si un lien sert de source à l'article, son insertion dans le texte est à faire par les notes de bas de page.
- La présentation des références doit suivre les conventions bibliographiques. Il est recommandé d'utiliser les modèles {{Ouvrage}}, {{Chapitre}}, {{Article}}, {{Lien web}} et/ou {{Bibliographie}}. Le mode d'édition visuel peut mettre en forme automatiquement les références.
- Insérer une infobox (cadre d'informations à droite) n'est pas obligatoire pour parachever la mise en page.

Pour une aide détaillée, merci de consulter Aide:Wikification.
Si vous pensez que ces points ont été résolus, vous pouvez retirer ce bandeau et améliorer la mise en forme d'un autre article.
Les lois de Rolland ou lois du service public sont une série d'exigences qui s'appliquent à l'ensemble des activités de service public en France, nonobstant les facteurs de variations qui caractérisent ces activités. 
Les lois de Rolland, dégagées par Louis Rolland en 1928, organisent et systématisent les principes du service public et les regroupent en trois grandes catégories : la continuité, la mutabilité et l'égalité. 
Il faut ensuite attendre 1938 pour qu'il reconnaisse à une personne morale de droit privé la possibilité de gérer un service public sans contrat passé avec l'administration (arrêt Caisse primaire et protection du 13 mai 1938[évasif]). 
Ces principes sont ensuite déclinés en sous-catégories. 

## Le principe de continuité
L'exigence de continuité commande la possibilité pour les usagers de bénéficier des activités de service public en toute circonstance. 
Ce principe de continuité de service public est un principe à valeur constitutionnelle (PVC) dégagé par le Conseil constitutionnel par une décision "Droit de grève à la radio et à la télévision" (DC du 25 juillet 1979), décision relative à la loi modifiant les dispositions de la loi no 74-696 du 7 août 1974 sur la continuité du service public de la radio et de la télévision en cas de cessation concertée du travail. 
S'il s'entend au sens strict pour ce qui concerne les services vitaux, le principe de continuité du service public n'a pas une valeur absolue. Cette exigence doit en effet composer avec le droit de grève dont dispose les agents publics. La conciliation de ces deux principes s'illustre donc d'une part par la privation pour certains agents du droit de grève (services publics opérant dans le domaine régaliens, par exemple les policiers ou les gendarmes). D'autre part, le principe de continuité s'entend de manière plus souple pour les autres services publics. Seul un service minimum est exigé. 
Il revient alors à tout chef de service de prendre les mesures nécessaires pour assurer la continuité des services en charge de pourvoir aux besoins essentiels du pays. Il peut à ce titre réquisitionner du personnel (CE, 1976, Section syndicale CFDT du Centre psychothérapeutique de Thuir). 

## Le principe d'adaptabilité ou de mutabilité
Le principe de mutabilité implique que l’administration est en droit de prendre des mesures modifiant l’organisation et le fonctionnement de services publics. 
La jurisprudence de principe en la matière est l'arrêt "Société TV6" du Conseil d'État (CE, Ass., 1987, Soc. TV6) d'après lequel il est toujours loisible pour l’administration de modifier les règles de diffusion. 
Les usagers n’ont donc pas de droit acquis au maintien d’un règlement relatif à l’organisation d’un service public (CE Sect., 1961, Vannier). 
Néanmoins, les usagers du service public sont en droit d’exiger que le service public fonctionne conformément à ce qui a été prévu dans les textes (CE, 1906, Synd. des propriétaires et contribuables du quartier Croix de Seguey Tivoli). 

## Le principe d'égalité
Le principe d'égalité est lui-même subdivisés en sous-principes. C'est un principe général du droit (PGD) comme l'exprime un arrêt de Section « Société des concerts du conservatoire » rendu par le Conseil d'État en 1951. 

### L'égalité de traitement des usagers du service public
L’égalité de traitement entre les usagers signifie que les usagers doivent bénéficier d’un traitement égal. 

Par un arrêt « Association SOS Racisme » (CE Sect., 2013), le Conseil d'État nuance ce principe en exprimant le fait que ce principe ne doit pas être compris de manière littérale et que, par conséquent, il n'implique pas que les usagers soient traités exactement de la même manière (CE Sect., 2013, Association SOS Racisme) : 
« Le principe d’égalité ne s’oppose pas à ce que l’autorité investie du pouvoir réglementaire règle de façon différente des situations différentes ni à ce qu’elle dérange à l’égalité pour des raisons d’intérêt général pourvu que dans l’un comme dans l’autre cas, la différence de traitement qui en résulte soit en rapport direct avec l’objet de la norme qu’il établit et ne soit pas manifestement disproportionné au regard des motifs susceptibles de la justifier. »
Cet arrêt identifie trois hypothèses de traitement différencié : 
- Si la loi a prévu la possibilité d’un traitement différentiel. La contestation se fera alors devant le conseil constitutionnel par un contrôle de constitutionnalité a posteriori ;
- Si la jurisprudence estime que les usagers se trouvent dans une situation différente (CE Sect., 1974, Denoyez et Chorques[18])[19];
- Si la jurisprudence estime que l'intérêt général est de nature à justifier une différence de traitement[20] (CE Sect., 1997, Commune de Genevilliers)[21];

Au-delà de ces trois hypothèses, cette différence de traitement doit nécessairement être proportionnée.

### La neutralité du service public
Le principe de neutralité du service public est pensé comme une déclinaison au principe d’égalité des usagers du service public. Cela implique notamment pour les bâtiments et agents du service public de ne pas porter des signes politiques, philosophiques, religieux, qui pourraient laisser à penser que le service public privilégie tel usager ou groupe d’usager en raison de leurs convictions.
La laïcité est par exemple l'expression du principe de neutralité du service public (CE, 2014, Confédération nationales des associations familiales catholiques). Elle implique la neutralité de l’autorité publique à l’égard du fait religieux.
Il en découle l'interdiction pour les agents (publics comme privés – Cass. Soc. 19 mars 2013, L. c/ Association Baby-Loup) de porter des signes ostentatoires – qu’ils soient en contact ou non avec les usagers. 
Une des jurisprudences les plus notables en matière de neutralité concerne l'affaire dite « des repas de substitution dans les cantines scolaires » (CE, 11 décembre 2020, Commune de Chalon-sur-Saône). Par cet arrêt, le Conseil d'État expose que l'exigence de neutralité n'interdit ni n'oblige la mise en place de menus de substitution au repas à base de porc. Il en résulte l'annulation de la délibération du conseil municipal qui interdisait ce dispositif.

## Les limites de cette trilogie classique
Les lois de Rolland correspondent à des principes généraux du droit administratif français et non seulement des principes directeur du seul service public.
Par ailleurs, la trilogie classique développée par Louis Rolland semble pour de nombreux doctrinaux dépassée. La principale critique porte sur l'absence des principes de gratuité, de transparence et de participation des usagers au service public. Néanmoins, ces trois principes n'ont pas de réelle portée dès lors que le droit français ne les a pas systématisés et reconnus comme tels. 